# جاستين لونويجك
جاستين لونويجك (بالهولندية: Justin Lonwijk) (21 ديسمبر 1999 بتيلبورخ في هولندا - ) هو لاعب كرة قدم هولندي في مركز الوسط.

## وصلات خارجية
- جاستين لونويجك على موقع اتحاد أوكرانيا (الإنجليزية)
- جاستين لونويجك على موقع قاعدة بيانات كرة القدم.إي يو (الإنجليزية)
- جاستين لونويجك على موقع Soccerway.com (الإنجليزية)
- جاستين لونويجك على موقع عالم كرة القدم.نت (الإنجليزية)